# Мишон (Тексас)
Мишон (енгл. Mission) град је у америчкој савезној држави Тексас. По попису становништва из 2010. у њему је живело 77.058 становника.

## Демографија
Према попису становништва из 2010. у граду је живело 77.058 становника, што је 31.650 (69,7%) становника више него 2000. године.
| Група             | 2000.          | 2010.          |
| Белци             | 8.033 (17,7%)  | 9.465 (12,3%)  |
| Афроамериканци    | 168 (0,4%)     | 521 (0,7%)     |
| Азијати           | 288 (0,6%)     | 1.187 (1,5%)   |
| Хиспаноамериканци | 36.794 (81,0%) | 65.812 (85,4%) |
| Укупно            | 45.408         | 77.058         |

## Партнерски градови
- Канкун
- Benito Juárez Municipality